# Línea 3 (Metro de Granada)
La Línea 3 del metro de Granada será una línea de metro ligero perteneciente al metro de Granada, cuya puesta en marcha se encuentra prevista para el año 2030. Según el proyecto de construcción actual, se tratará de una línea circular que discurrirá íntegramente por la ciudad de Granada.
Su trazado recorrerá el centro de la capital granadina en un trazado circular a través de sus dos ejes principales: Camino de Ronda y Gran Vía. La mitad oeste de la línea tendrá correspondencia con la actual línea 1, mientras que la mitad este conectará con la futura línea 2.

## Historia
El proyecto para la creación de una línea 2 del Metro de Granada forma parte del estudio informativo que la Junta de Andalucía presentó en enero de 2022, y cuyo horizonte se encuentra en el año 2030. Aprovechando el anuncio de la ampliación de la infraestructura actual, el gobierno andaluz anunció que una vez se encuentren las tres ampliaciones previstas, se creará una línea circular que discurriría por el anillo central de la ciudad.
Esta nueva línea, que sería la más corta de las tres que conforman la red, no requeriría de la creación de nueva infraestructura, ya que aprovechará íntegramente la ya creada en el trazado original de la línea 1 y la ampliación por el centro histórico para la línea 2.

## Características generales
La línea 3 será una línea circular, la única de la red cuyo trazado transcurra íntegramente por la capital. Su trazado será de doble vía, el ancho es de 1.435 mm (ancho internacional). Tendrá una longitud de 7 40 metros y 15 estaciones. El tiempo en recorrer la línea al completo tendrá una duración media de 20 minutos.
La línea, de disposición mixta, constará tanto de tramos soterrados como en superficie. En estos últimos la infraestructura se encontrará integrada con el paisaje urbano de la ciudad. Las vías estarán dispuestas en una plataforma segregada, ornamentada en adoquines o césped artificial. Aquellos puntos en los que el trazado intersecciona con el resto de vehículos o peatones se resuelven mediante regulación semafórica con prioridad para el ferrocarril.
Su recorrido discurrirá por el anillo central que forma el viario Camino de Ronda-Gran Vía, con parada en las estaciones de Fontiveros, Manuel de Góngora, Humilladero, Fuente de las Batallas, Catedral, Gran Vía, Constitución, Caleta, Estación Ferrocarril, Universidad, Méndez Núñez, Recogidas, Alcázar Genil e Hípica.

### Intermodalidad
El trazado de la línea 3 se ha diseñado con el objetivo de dar servicio a la almendra central de la capital granadina, uno de los mayores núcleos de población y con mayor número de servicios. Junto a la línea 1, conectará con la estación de trenes de larga distancia en la parada Estación Ferrocarril.
Según el trazado previsto, tendrá dos puntos de conexión en los que conectará con las otras dos líneas de la red: Caleta y Andrés Segovia. A partir de esos dos ejes, conectará con la línea 1 en las estaciones de Estación Ferrocarril, Universidad, Méndez Núñez, Recogidas y Alcázar Genil. Conectará con la línea 2 en las estaciones de Fontiveros, Manuel de Góngora, Puente Blanco, Batallas, Catedral, Gran Vía y Constitución.